# Susan Ebrahimi

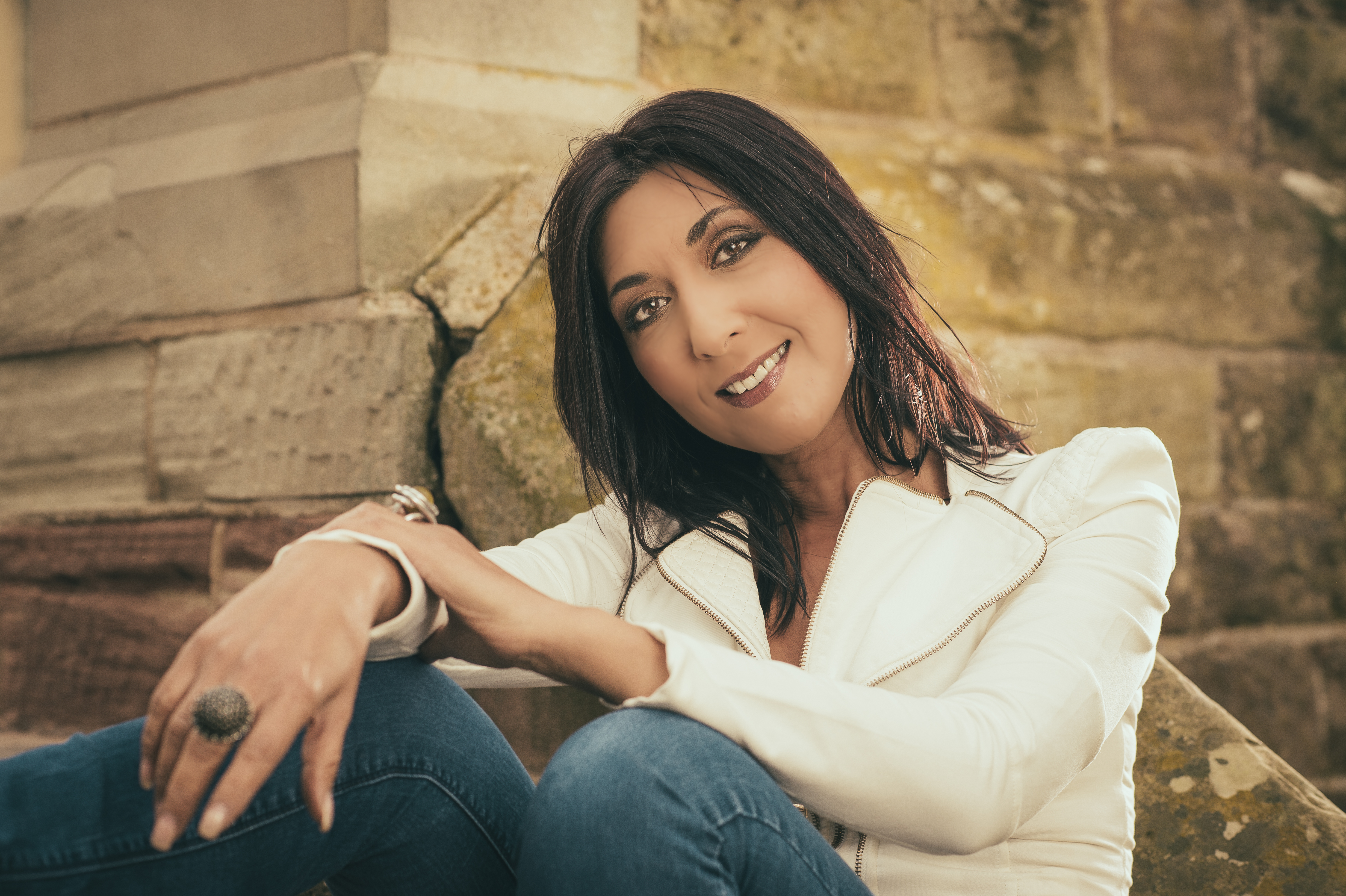
Susan Ebrahimi

Susan Ebrahimi (* 30. Januar in Saarbrücken) ist eine in Deutschland lebende Liedtexterin und Schlagersängerin mit persisch-österreichischen Wurzeln.

## Leben
Geboren und aufgewachsen in Saarbrücken, wo sie heute noch wohnt, hat Ebrahimi einen iranischen Vater (Mahmud Ebrahimi-Nejad (* 1939)) und eine österreichische Mutter. Ihr Vater, Abkömmling einer persischen Adelsfamilie, wurde im Jahre 1960 zu einem Medizinstudium nach Deutschland entsandt. Dort lernte er seine spätere österreichische Frau kennen. Ebrahimi bezeichnet sich als eine persische Prinzessin.
Susan Ebrahimi hat eine Tochter und einen Sohn aus erster Ehe.
Seit dem Jahre 2000 pflegt Susan Ebrahimi ihr französisches Chanson Programm "La maladie d'amour" und " La vie est belle" mit dem Pianisten Wolf Giloi. Auf vielen Kleinkunstbühnen ist sie mit diesem Programm erfolgreich unterwegs.
Im Alter von 9 Jahren beginnend, absolvierte sie eine französische Klosterschule und danach in Deutschland eine Ausbildung zur Graphikerin. Aus dieser Zeit resultieren ihre Kenntnisse der französischen Sprache. Nach ihrer Ausbildung eröffnete Ebrahimi ihr eigenes Graphik- und Design-Studio. Durch eine Begegnung mit dem Komponisten und Musikproduzenten Willy Klüter kam sie zur Musik. Ende Juni 2009 trat sie in der Sendung ZDF-Fernsehgarten auf und im September 2009 war sie in der MDR-Sendung von Uta Bresan Die Show im Zoo zu sehen. Aus dem Congress Centrum Suhl übertrug der MDR im November 2010 in der Sendung Schlager des Jahres 2010 einen Auftritt Ebrahimis und im Dezember des gleichen Jahres in seiner Show Alle Jahre wieder … „Prominente Weihnachtsmänner“ packen aus einen weiteren.
Inzwischen hat Ebrahimi über 180 Texte veröffentlicht und schreibt auch für viele andere Künstler z. B.: Daria Kaah, Vivian Lindt, Daniele Daverna, Alexandre Gern, Jens Wagner, Xandra Hag, Jens Bogner. 2011 gründete Ebrahimi ihren eigenen Verlag namens Blue Lemuria Music den sie 2016 zu KLONDIKE Songs umbenannte und ihr Label Klondike-Records ihr Plattenlabel, mit ihrer Tochter Daria Fries gründete. Einige ihrer Titel erzielten bereits Erstplatzierungen in den deutschen Airplaycharts, viele wurden auf dem Schlager-Onlinemagazin smago! (siehe hierzu smago! Award) rezensiert.
2016 veröffentlichte sie mit Grün ihr sechstes Studioalbum. Neben Willy Klüter schrieben für Grün auch Stefan Zauner und Uwe Busse jeweils einen Song. Grün wurde im April 2016 bei Antenne Brandenburg in der Sendung Sonntagsvergnügen und beim Sender hr4 in der 21. KW/2016 als „Album der Woche“ präsentiert. Zudem war sie nach der Veröffentlichung des Albums bei den SWR4-Programmsendern Baden-Württemberg und Rheinland-Pfalz zu Gast. Auch der Hörfunksender BRF2 des Belgischen Rundfunks berichtete in der Reihe Künstlertreff im Juli 2016. Ebenfalls im Juli 2016 war ihr eine Folge der Gute-Laune-TV-Reihe Schlager XXL gewidmet.
Ebrahimi ist geschieden und Mutter eines Sohnes und einer Tochter.

## Diskografie

### Alben
- 2010: Federleicht (Da Records / Da Music)
- 2011: Zauberhaft (Da Records / Da Music)
- 2011: Wunderherzen (Da Records / Da Music)
- 2013: Das perfekte Gefühl (Da Records / Da Music)
- 2013: D’ici et d’ailleurs (Palm Records)
- 2014: Grün (Solis Music)[15][16]
- 2019 Du Bist Einmalig (Klondike Records & Song)
- 2024 Gesichter (Klondike Records & Songs)

### DVDs
- 2016: Das Beste – Die schönsten Videos inkl. Interviews (Solis Music)

### Singles und Kompilationsbeiträge
Zudem veröffentlichte sie zahlreiche Promo-Singles, die meisten davon bei Da Records. Einige ihrer Songs erschienen als Kompilationsbeiträge auf Schlagersämplern der Reihen Bääärenstark!!! (Sony Music Entertainment) und Doppelt gut (DA Music). 2009 erschien Der Traum vom Fliegen auf Stars Singen Alexandra (Edel Records). Auf Bernhard Brink Präsentiert: Die Schlager Des Jahres Folge 16 (2011; Koch Universal Music) erschien ihr Song Wer Hoffnung hat, hat alles. Zu Die Deutsche Schlagerparade 1/2011 (Sonocord) trug sie Viva la danse bei, auf Die Schlager Hitparade – Winter (2016; Da Music) erschien Winter in Venedig und auf Der deutsche Schlager Sommer 2016 (Telamo) ein „extended dance remix“ von Du bist wie Gold. Außer ihre eigenen Texte schrieb sie Songtexte für Vivian Lindt, Christian Anders, Jens Wagner, Xandra Hag und Axel Becker. Im Sommer 2017 erschien die Single Überleben (Solis Music), im Frühjahr 2018 Keiner kann das so wie du (Klondike Records & Songs) und Anfang 2019 Wer Träume hat ist nie allein (Klondike Songs / Ed. Blue Marlin) zusammen mit Daria Ebrahimi.

## Ehrungen
- 2010 wurde die Orchideenneuzüchtung „Cattleya Susan Ebrahimi“ nach ihr benannt (Registrant: Rainer Janke).[18][19]